# Asharoken
Asharoken es una villa ubicada en el condado de Suffolk en el estado estadounidense de Nueva York. En el año 2000 tenía una población de 625 habitantes y una densidad poblacional de 176 personas por km².

## Geografía
Asharoken se encuentra ubicada en las coordenadas 40°56′15″N 73°23′0″O / 40.93750, -73.38333. Según la Oficina del Censo, la ciudad tiene un área total de 16,8 km² (6,5 mi²), de la cual 3,5 km² (1,4 mi²) es tierra y 13,3 km² (5,1 mi²) (78.92%) es agua.

## Demografía
Según la Oficina del Censo en 2000 los ingresos medios por hogar en la localidad eran de $103 262, y los ingresos medios por familia eran $118 128. Los hombres tenían unos ingresos medios de $81 644 frente a los $41 406 para las mujeres. La renta per cápita para la localidad era de $51 159. Alrededor del 2.6% de la población estaban por debajo del umbral de pobreza.